# Mary Steenburgenová
Mary Nell Steenburgenová (* 8. února 1953 Newport, Arkansas) je americká herečka, komička, zpěvačka a skladatelka. Po studiu v newyorské Neighborhood Playhouse v 70. letech 20. století debutovala jako profesionální herečka ve westernové komedii Utečeme na jih z roku 1978. Steenburgenová si poté vysloužila uznání kritiky za roli v komediálním dramatu Jonathana Demmeho Melvin a Howard z roku 1980, za kterou získala Zlatý glóbus za nejlepší ženský herecký výkon ve vedlejší roli a Oscara za nejlepší ženský herecký výkon ve vedlejší roli.
Steenburgenová byla rovněž nominována na Zlatý glóbus za dramatický film Miloše Formana Ragtime (1981), televizní cenu BAFTA za dramatickou minisérii Něžná je noc (1985) a cenu Primetime Emmy za televizní film The Attic: The Hiding of Anne Frank (1988).
Steenburgenová se objevila v mnoha televizních seriálech a působila také jako zpěvačka a autorka písní pro řadu filmů, v některých z nich hrála hlavní roli. Za píseň „Glasgow (No Place Like Home)“, která zazněla v hudebním filmu Divoká růže (2018), získala cenu Critics' Choice Movie Award za nejlepší píseň. 